# Clerget 9B

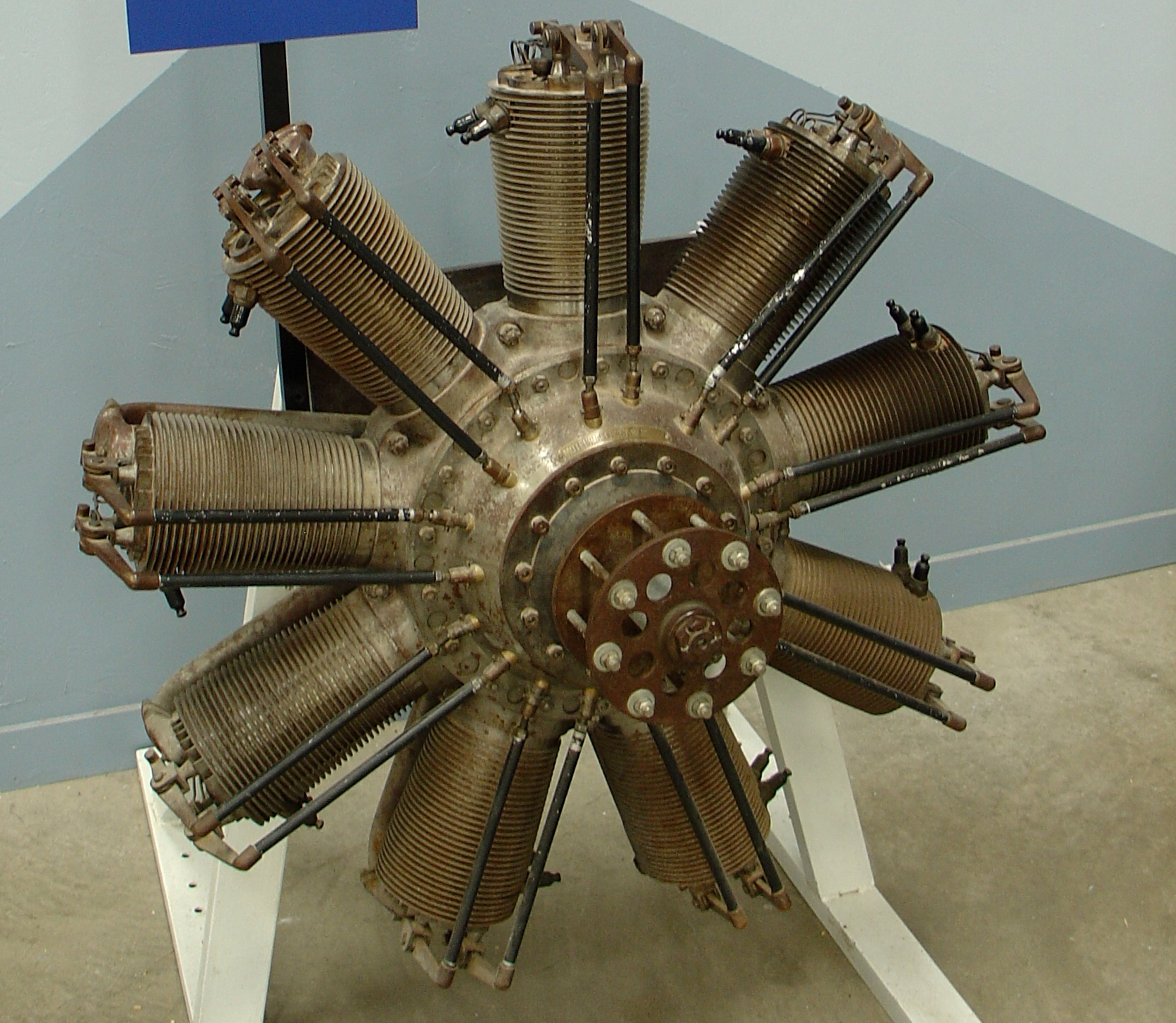
Clerget 9B

Clerget 9B byl francouzský letecký vzduchem chlazený rotační motor, vyráběný během 1. světové války. Vyráběl se v licenci i ve Velké Británii. Používal se u mnoha letadel států Trojdohody, například u letounu Sopwith Camel.
Motor Clerget 9B trpěl některými nectnostmi, hlavně rychlým poklesem výkonu s narůstající výškou, a také nepříliš kvalitní výrobou, takže po krátkém čase provozu ztrácel na výkonu. Ve Francii to u mateřské firmy vedlo k vývoji motoru verze Clerget 9Bf se zdvihem zvýšeným na 172 mm (o výkonu 140 k), v Británii zkušenosti z licenční výroby a provozu vedly k vývoji motoru A.R.1 (později byl podle svého tvůrce, Waltera Owena Bentleye, přeznačen na Bentley B.R.1), který byl výrazně výkonnější a spolehlivější (montoval se na stíhačky Sopwith Camel, vyráběné pro britské RNAS).

## Clerget 9B ve sbírkách VHÚ
V expozici Armádního muzea Žižkov je vystaven motor Clerget 9B (výrobní číslo 1653), který Vojenský historický ústav Praha získal v roce 1970 převodem z Národního technického muzea.

## Clerget 9B
- Výroba od roku 1917
- Vzduchem chlazený čtyřdobý rotační hvězdicový devítiválec
- Vrtání válce: 120 mm
- Zdvih pístu: 160 mm
- Zdvihový objem motoru: 16,286 litru
- Kompresní poměr: 4,56
- Hmotnost: 175 kg
- Výkon: 130 k (95,6 kW) při 1250 ot/min.
  - krátkodobý maximální výkon: 135 k (99,3 kW) při 1300 ot/min.

## Clerget 9Bf
- Výroba od roku 1917
- Vzduchem chlazený čtyřdobý rotační hvězdicový devítiválec, s ventilovým rozvodem OHV
- Vrtání válce: 120 mm
- Zdvih pístu: 172 mm
- Zdvihový objem motoru: 17,507 litru
- Kompresní poměr: 5,3
- Hmotnost: 179 kg
- Výkon: 140 k (103 kW) při 1250 ot/min.
  - krátkodobý maximální výkon: 150 k (110,3 kW) při 1300 ot/min.